# ميلانيس
بلدية ميلانيس (بالإسبانية: Millanes)‏، هي بلدية تقع في مقاطعة قصرش والتي تقع في منطقة إكستريمادورا، غرب إسبانيا.
يبلغ عدد سكانها 217 نسمة وفقاً لإحصائية سنة (2002).